# Bão Usagi (2018)
Bão Usagi, còn được biết đến với tên gọi Áp thấp nhiệt đới Samuel ở Philippines hay bão số 9 năm 2018 ở Việt Nam, là 1 cơn bão gây ra mưa rất to và gió mạnh cho các tỉnh Nam Bộ và Nam Trung Bộ. Usagi khiến một người chết ở Philippines và ba người chết ở Việt Nam.

## Cấp bão
- Cấp bão (Hoa Kỳ): 70 kts - Bão cuồng phong cấp 2
- Cấp bão (Việt Nam): 102 km/h (Cấp 10) - Bão nhiệt đới dữ dội
- Cấp bão (Nhật Bản): 95 kts - Bão cuồng phong, áp suất trung tâm tối thiểu: 930 hPa.
- Cấp bão (Philippines): Áp thấp nhiệt đới.
- Cấp bão (Thái Lan): 65 kts - Bão cuồng phong.
- Cấp bão (Đài Loan): 30 m/s - Bão nhiệt đới dữ dữ dội.
- Cấp bão (Hàn Quốc): 29 m/s - Bão trung bình
- Cấp bão (Bắc Kinh): 28 m/s (Cấp 10) Bão nhiệt đới dữ dội.

## Lịch sử khí tượng
Một vùng áp suất thấp hình thành trên khu vực trung tâm phía Bắc của Thái Bình Dương được Trung tâm Bão Trung Thái Bình Dương đánh số hiệu 98C. Vùng áp thấp di chuyển vào Tây Bắc Thái Bình Dương đã mạnh lên thành ATNĐ vào ngày 9 tháng 11, theo JMA nhưng sau đó lại suy yếu thành vùng áp thấp vào cùng ngày. Đi vào vùng được đảm trách bởi PAGASA, nó được gán tên Samuel, hệ thống có yếu đi đôi chút nhưng nó đã mạnh lên và hệ thống này đổ bộ vào ngày 20 tháng 11 tại Philippines, băng qua quần đảo và suy yếu một chút. Đây là một hệ thống có đường đi tương đối dài. Đến sáng ngày 23 tháng 11 thì mạnh lên thành bão ở Biển Đông với tên quốc tế là Usagi. Bão phát triển nhanh chóng, đến chiều cùng ngày đã đạt cường độ cấp 10 (55kts, 102 km/h). Đến sáng ngày 23 tháng 11, Usagi đã mạnh lên thành một cơn bão cuồng phong cấp 2 với một con mắt có thể thấy trên ảnh vệ tinh. Ngay lập tức sau khi đạt tới cường độ cao, bão Usagi đã suy yếu xuống còn cấp bão nhiệt đới dữ dội vào buổi tối. Do ảnh hưởng của không khí lạnh mạnh và tương tác với đất liền, sức gió của bão đã suy yếu xuống còn cấp 8 giật cấp 10 trên vùng bờ biển Vũng Tàu-Thành phố Hồ Chí Minh sáng ngày 25 tháng 11. Trưa cùng ngày bão đổ bộ vào Cần Giờ (TP. Hồ Chí Minh), sau suy yếu thành ATNĐ và cuối cùng là một vùng thấp trên khu vực TP. Hồ Chí Minh.
Ở Việt Nam, đây là năm thứ hai liên tiếp có bão đổ bộ trực tiếp vào Nam Bộ - một điều khá hiếm gặp và là minh chứng rõ nét của BĐKH ở nước ta. Trưa chiều ngày 25/11/2018, bão số 9 đổ bộ vào Bà Rịa-Vũng Tàu - TP. Hồ Chí Minh, tâm bão đi qua huyện Cần Giờ (Tp. Hồ Chí Minh) lúc 14h với cường độ đầu cấp 8 (trước đó bão cũng đã đi sượt qua mũi Nghinh Phong - Thành phố Vũng Tàu), gây gió mạnh cấp 6-7 cho một loạt các tỉnh từ Khánh Hòa đến Bến Tre (Nha Trang gió cấp 6, giật cấp 7; Phan Rang giật cấp 6 (24/11); Phan Thiết, Vũng Tàu gió cấp 7 giật cấp 8; TP.HCM, Tiền Giang, Bến Tre gió cấp 6, giật cấp 7-8 (25/11).) Sau đó bão suy yếu thành ATNĐ rồi một vùng thấp trên đất liền Thành phố Hồ Chí Minh tối cùng ngày. Rồi sau đó, bão đi về phía tây. Usagi tan trên Campuchia vào lúc 00:00 UTC ngày 27 tháng 11.

## Ảnh hưởng
Ở Philippines, Usagi khiến một người chết và gây tổn thất 995 nghìn USD cho nông nghiệp. Ở Việt Nam, mưa lớn và gió mạnh khiến 3 người chết. Thiệt hại do bão gây ra ở khu vực Nam Bộ là khoảng 925 tỷ đồng (39,5 triệu USD).